# Mobilisation française de 1939

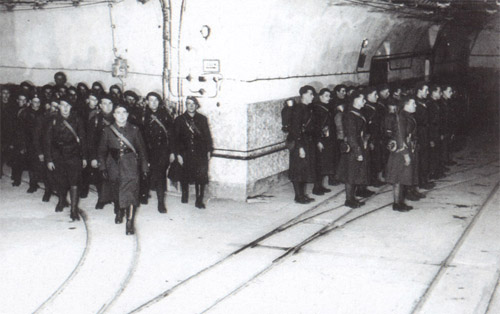
Soldats français mobilisés sur la ligne Maginot en 1939.

La mobilisation française de 1939 est l'ensemble des opérations au début de la Seconde Guerre mondiale consistant à mettre l'armée de terre, l'armée de l'air et la marine françaises sur le pied de guerre, y compris le rappel sous les drapeaux de tous les Français mobilisables.
Déclenchée en raison de l'invasion de la Pologne par l'Allemagne à partir du 1er septembre 1939, la mobilisation française a commencé dès le lendemain, la veille de la déclaration de guerre de la France à l'Allemagne. Elle marque le début de la « drôle de guerre ».

## Préparation

### Législation
Loi du 7 août 1913 (loi Barthou) : service de trois ans, puis 11 ans de réserve et 14 ans de territoriale.
Loi du 1er avril 1923 : service de 18 mois, puis deux ans et demi de réserve et 24 de territoriale.
Loi du 28 mars 1928 : taille de l'armée de temps de paix fixée à 20 divisions d'infanterie, 5 divisions de cavalerie et 5 divisions des forces mobiles (divisions nord-africaines ou coloniales)
Loi du 31 mars 1928 : service de 12 mois, puis trois ans un quart de réserve et 25 de territoriale.
Loi du 17 mars 1935 : service de deux ans, puis trois ans un quart de réserve et 24 de territoriale.

### Fortifications
Il existe déjà des places fortes anciennes, telles Lille, Verdun, Metz, Neuf-Brisach, Belfort, Besançon, Briançon pour les plus grosses et des dizaines de forts datant des années 1870 (le système Séré de Rivières). De 1928 à 1940, la France construit une ligne plus ou moins continue de Dunkerque à Menton, avec des zones plus faibles notamment face à la Belgique. La ligne Maginot représente 40 gros ouvrages de 400 à 800 hommes profondément enterrés, à plusieurs étages, avec usine souterraine pour l'eau et l'électricité, casernes souterraines, postes de tir espacés de plusieurs kilomètres, avec tourelles à éclipse pour canons de 75 mm jumelés, postes d'observation, tourelles de guet, postes de mitrailleuses jumelées, les principaux ouvrages desservis par un petit chemin de fer à wagonnets, mais aussi 70 petits ouvrages d'intervalle de 200 à 400 hommes et des centaines de casemates pour sections de 20 à 40 hommes, sans compter des abris légers pour 2 à 4 hommes, voire individuels (plus de 2 000).
Chacun des ouvrages devrait être soutenu par des voisins de droite et de gauche (en tir croisé) distants de 6 km. Les effectifs totaux sont d'environ 30 000 hommes en propre, infanterie, artillerie de forteresse et génie pour la maintenance. Les intervalles sont tenus par des régiments d'artillerie mobiles, ainsi que par les divisions d'infanterie avec leur propre artillerie divisionnaire.

### Apport colonial

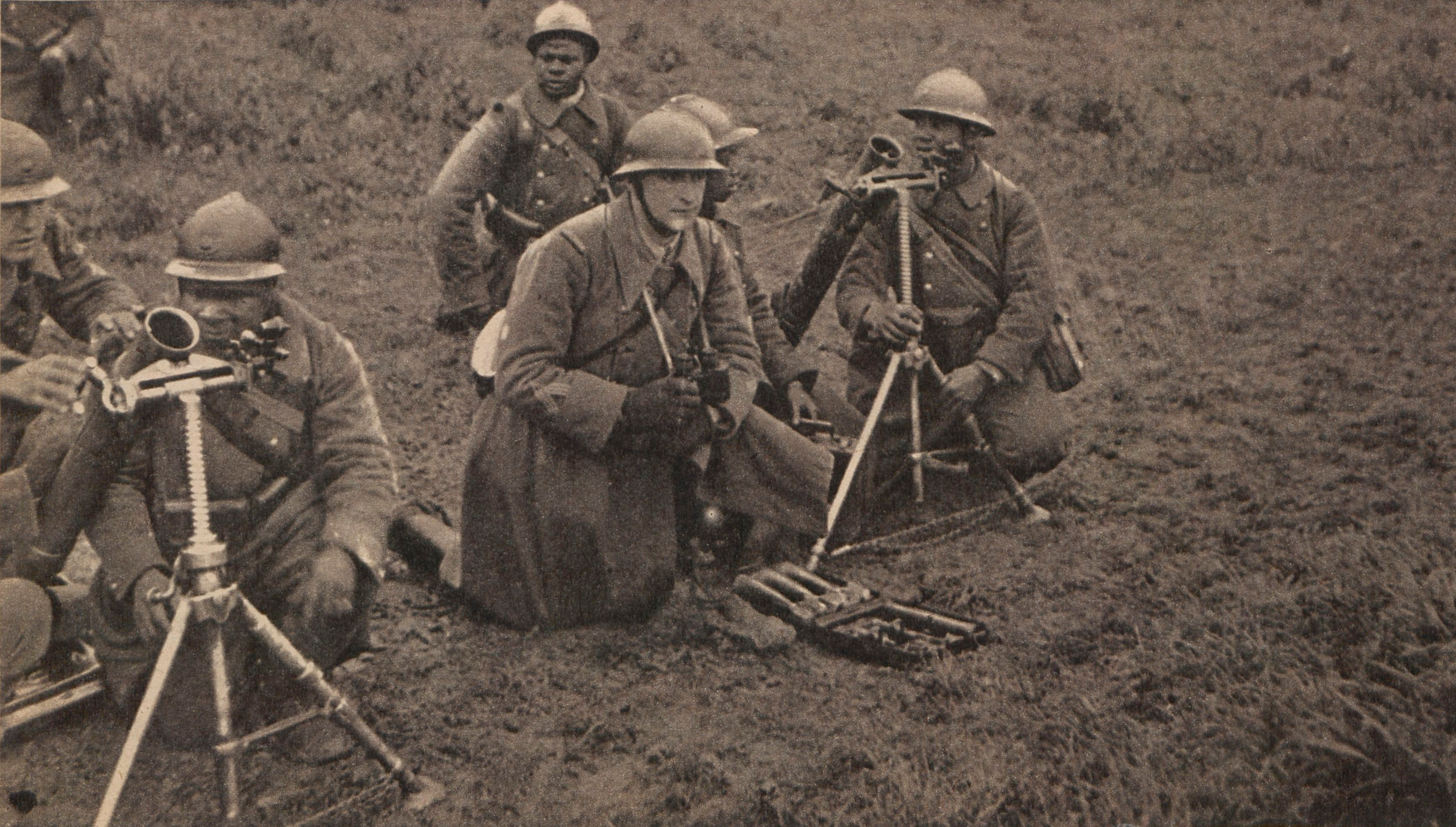
Tirailleurs sénégalais et soldats de l'infanterie coloniale servant des mortiers de 81 au sein d'un régiment mixte sénégalais, fin 1939.

Le 1er juillet 1939, l'armée française compte 65 565 hommes déployés dans les colonies, plus quatre divisions d'infanterie coloniale.
Le recrutement est facilité par les souverains régnant dans l'Empire colonial français, comme le sultan du Maroc Mohammed V, le bey de Tunis Ahmed II Bey, l'empereur d'Annam Bảo Đại, le roi du Cambodge Sisowath Monivong, ainsi que par les autorités coutumières et locales d'Afrique subsaharienne. 35 000 Indochinois, dont 15 000 combattants rejoignent la métropole depuis l'Indochine française. 14 000 soldats venus de Madagascar rejoignent le front pendant la guerre. Le principal problème du ministère des Colonies dans l'effort de guerre, au-delà du recrutement, réside dans le besoin en navires pour transporter en métropole les soldats depuis les colonies. 72 000 hommes attendent leur embarquement en mai 1940. De plus, les tirailleurs, recrutés en masse, ont besoin d'une période d'instruction et l'utilisation pleine de leur potentiel n'est prévue que pour l'année 1941.
En Afrique française du Nord, l'Armée d'Afrique mobilise jusqu'en mai 1940 sept divisions d'infanterie nord-africaine, une division d'infanterie marocaine, quatre divisions d'infanterie d'Afrique et trois brigades de spahis (en incluant les troupes d'actives existant avant-guerre). En métropole, quatre divisions d'infanterie coloniale supplémentaires sont créées grâce aux renforts d'Afrique. Les tirailleurs sénégalais en métropole servent dans les régiments de tirailleurs sénégalais ou renforcent les régiments d'infanterie coloniale, qui deviennent des régiments d'infanterie coloniale mixte sénégalais. Les Sénégalais et les Malgaches renforcent également l'artillerie des divisions d'infanterie coloniale.

## Déclenchement
La première mise en alerte des forces françaises a lieu de mars à avril 1936, à la suite de la remilitarisation de la Rhénanie par le gouvernement allemand. La deuxième alerte se déroule de mars à mai 1938, à cause de l'Anschluss.

### Crise des Sudètes
La crise des Sudètes entraîne une nouvelle mise en alerte en septembre 1938, suivie d'une mobilisation partielle à partir du 23 septembre 1938 jusqu'au 6 octobre de la même année.

### Crise de Dantzig
À partir de la mi-août 1939 commence la crise diplomatique du corridor de Dantzig. Le 25 août, l'Allemagne décrète la mobilisation générale pour le 26. Le 1er septembre, à la suite de l'attaque allemande contre la Pologne, la mobilisation générale française est décidée, applicable à partir du 2 à minuit ; la frontière avec l'Allemagne est fermée, les habitants de la zone frontalière sont évacués (notamment Strasbourg).
Le 3 septembre 1939 à 17 h, la France déclare la guerre à l'Allemagne. Le ministre français des Affaires étrangères, Georges Bonnet, charge l'ambassadeur de France à Berlin, Robert Coulondre, de rencontrer le Reichsminister des Auswärtigen Joachim von Ribbentrop à midi le 3 septembre 1939 pour lui notifier l'état de guerre entre les deux pays pour 17 h le même jour.

## Déroulement

### Appel sous les drapeaux
Cinq millions d'hommes sont mobilisés, dont la moitié seulement est combattante : 2 274 000 hommes aux armées, 2 224 000 hommes à l'intérieur, dont 700 000 servent de main-d'œuvre à l'industrie (affectés spéciaux), 300 000 restent à l'instruction, 250 000 restent chez eux pour les besoins de l'agriculture, 650 000 sont affectés aux services et 150 000 à des postes divers. La mobilisation se passera sans heurts ; les hommes sont plutôt résignés ; il n'y aura que 3 700 réfractaires.[réf. nécessaire].
Au cours de la période suivante, la drôle de guerre, les désertions sont restées peu nombreuses, la plus notable étant celle de Maurice Thorez.

### Mesures préventives
Dès le 21 août, les unités de forteresse sont mises en alerte. C'est la « mesure 10 » : les casemates et ouvrages des fortifications du Nord-Est sont occupés et la moitié de l'armement est prête à tirer (leurs servants sont en place).
Le 24 août est ordonnée l'alerte renforcée : les réservistes frontaliers affectés aux unités de forteresse sont appelés, ce qui permet d'armer l'intégralité de l'armement. Le même jour est transmis l'ordre de mise en sûreté : c'est le tour des réservistes non frontaliers affectés aux unités de forteresse ; toutes les positions de combat le long des frontières du Nord-Est doivent être occupées sous trois jours.

### Concentration aux frontières
Le 27 à minuit commence l'application de la mobilisation partielle, appelée « couverture générale » : les jeunes réservistes affectés aux unités d'active sont appelés, ce qui permet de constituer 25 divisions qui doivent se concentrer le long de la frontière en six jours.